# Mekonglema chiangmai
Espèce
Mekonglema chiangmai est une espèce d'araignées aranéomorphes de la famille des Telemidae.

## Distribution
Cette espèce est endémique de la province de Chiang Mai en Thaïlande,. Elle se rencontre à Chai Prakarn dans la grotte Tham Ngam.

## Description
Le mâle holotype mesure 0,97 mm et la femelle paratype 1,09 mm.

## Systématique et taxinomie
Cette espèce a été décrite par Zhao et Li en 2022.

## Étymologie
Son nom d'espèce lui a été donné en référence au lieu de sa découverte, la province de Chiang Mai.

## Publication originale
- Lin, Zhao, Koh & Li, 2022 : « Taxonomy notes on twenty-eight spider species (Arachnida: Araneae) from Asia. » Zoological Systematics, vol. 47, no 3, p. 198-270 (texte intégral).